# Prva slovenska nogometna liga 2011-2012
La Prva slovenska nogometna liga 2011-2012 (in lingua italiana: Primo campionato calcistico sloveno 2011-2012), abbreviata in 1. SNL 2011-2012, è stata la ventunesima edizione della massima serie del campionato di calcio sloveno, disputata tra il 16 luglio 2011 e il 20 maggio 2012 e conclusa con la vittoria del Maribor, al suo decimo titolo.
Capocannoniere del torneo fu Dare Vršič (Olimpia Lubiana), con 22 reti.
Nel ranking UEFA 2011-12, la 1. SNL si piazzò al 29º posto (34º nel quinquennale 2007-2012).

## Stagione

### Novità
Al termine della stagione 2010-2011, il Primorje, ultimo classificato, era stato retrocesso in 2. SNL. Al suo posto era stato promosso il Mura 05, che si era piazzato al quarto posto della 2. SNL. Le prime tre classificate, Aluminij, Interblock Lubiana e Dravinja hanno rinunciato alla promozione per motivi finanziari.

### Formula
Le 10 squadre partecipanti si sono affrontate in un doppio girone di andata e ritorno, per un totale di 36 giornate.
La squadra campione di Slovenia è ammessa al secondo turno di qualificazione della UEFA Champions League 2012-2013.
Le squadre classificate al secondo e terzo posto sono ammesse al primo turno di qualificazione della UEFA Europa League 2012-2013 insieme alla vincitrice della coppa nazionale.
La penultima classificata disputa uno spareggio promozione-retrocessione contro la seconda classificata della 2. SNL.
L'ultima classificata è retrocessa direttamente in 2. SNL.

## Squadre partecipanti
| Squadra    | Città         | Stadio                       | Stagione 2010-11 | Stagione 2010-11 |
| Squadra    | Città         | Stadio                       | Pos.             | Divisione        |
| ---------- | ------------- | ---------------------------- | ---------------- | ---------------- |
| Maribor    | Maribor       | Stadion Ljudski vrt          | 1°               | 1. SNL           |
| Domžale    | Domžale       | Športni park                 | 2°               | 1. SNL           |
| Luka Koper | Capodistria   | Stadio Bonifika              | 3°               | 1. SNL           |
| Olimpija   | Lubiana       | Stadio Stožice               | 4°               | 1. SNL           |
| HIT Gorica | Nova Gorica   | Stadio Športni Park          | 5°               | 1. SNL           |
| Rudar      | Velenje       | Stadio ob Jezeru             | 6°               | 1. SNL           |
| Triglav    | Kranj         | Športni Center Stanko Mlakar | 7°               | 1. SNL           |
| Celje      | Celje         | Arena Petrol                 | 8°               | 1. SNL           |
| Nafta      | Lendava       | Športni park                 | 9º               | 1. SNL           |
| Mura 05    | Murska Sobota | Stadio Fazanerija            | 4°               | 2. SNL           |

## Classifica
|                     | Pos. | Squadra         | Pt | G  | V  | N  | P  | GF | GS | DR  |
| ------------------- | ---- | --------------- | -- | -- | -- | -- | -- | -- | -- | --- |
| Slovenia (bandiera) | 1.   | Maribor         | 85 | 36 | 26 | 7  | 3  | 88 | 35 | +53 |
|                     | 2.   | Olimpia Lubiana | 65 | 36 | 19 | 8  | 9  | 60 | 38 | +22 |
|                     | 3.   | Mura 05         | 59 | 36 | 18 | 5  | 13 | 52 | 46 | +6  |
|                     | 4.   | Koper           | 58 | 36 | 16 | 10 | 10 | 48 | 35 | +13 |
|                     | 5.   | Gorica          | 53 | 36 | 14 | 11 | 11 | 49 | 37 | +12 |
|                     | 6.   | Rudar Velenje   | 43 | 36 | 11 | 10 | 15 | 55 | 54 | +1  |
|                     | 7.   | Domžale         | 40 | 36 | 11 | 7  | 18 | 39 | 52 | −13 |
|                     | 8.   | Celje           | 37 | 36 | 9  | 10 | 17 | 44 | 56 | −12 |
|                     | 9.   | Triglav         | 33 | 36 | 9  | 6  | 21 | 22 | 67 | −45 |
|                     | 10.  | Nafta           | 25 | 36 | 5  | 10 | 21 | 34 | 71 | −37 |
| Fonte: wildstat.com |      |                 |    |    |    |    |    |    |    |     |

Legenda:
      Campione di Slovenia e qualificato alla UEFA Champions League 2012-2013
      Qualificato alla UEFA Europa League 2012-2013.
  Partecipa allo spareggio.
  Retrocesso direttamente.
      Retrocesso in 2. SNL 2012-2013.
      Escluso dal campionato.
Regolamento:
Tre punti a vittoria, uno a pareggio, zero a sconfitta.
In caso di arrivo di due o più squadre a pari punti, la graduatoria viene stilata secondo la classifica avulsa tra le squadre interessate (= scontri diretti).

### Spareggio
Il Triglav incontrò il Dob, secondo in 2. SNL 2011-2012, con gare di andata e ritorno. Perse entrambe le partite, ma rimase in massima serie per la rinuncia del vincitore.
| Arbitro: | Damir Skomina |

|  |           |                      |
|  | Marcatori | 35’ Vuk 42’ Kukavica |

| Arbitro: | Davor Drečnik |

|                                       |           |  |
| Vuk 12’, 21’ Kunstelj 45’ (rig.), 54’ | Marcatori |  |

## Risultati
|                     | Cel     | Dom     | Gor     | Kop     | Mar     | Mur     | Naf     | Oli     | Rud     | Tri     |
| ------------------- | ------- | ------- | ------- | ------- | ------- | ------- | ------- | ------- | ------- | ------- |
| Celje               | ––––    | 3-0 0-2 | 1-2 0-0 | 2-0 0-4 | 2-3 1-2 | 0-1 1-3 | 1-1     | 0-0 1-2 | 2-3 1-1 | 1-2 3-0 |
| Domžale             | 1-0 0-2 | ––––    | 0-3 1-2 | 1-1 1-0 | 1-4 0-2 | 2-1 1-2 | 2-1 0-0 | 0-1     | 2-3 1-1 | 2-0 0-1 |
| Gorica              | 2-0 1-1 | 0-3 0-0 | ––––    | 4-1 0-1 | 1-1 0-0 | 1-1 1-2 | 2-1 3-1 | 2-1 2-3 | 2-2 4-1 | 0-0 1-1 |
| Koper               | 1-2 0-0 | 2-1     | 0-4 0-0 | ––––    | 2-2     | 0-0 3-1 | 4-1 2-0 | 1-1 2-0 | 1-1 3-1 | 3-0 0-1 |
| Maribor             | 5-2 3-1 | 0-0 2-1 | 2-1     | 2-1 1-1 | ––––    | 6-0 3-1 | 0-2 6-0 | 2-2 3-2 | 2-1 1-0 | 2-0 8-0 |
| Mura 05             | 4-0 3-0 | 1-1 3-4 | 1-0 0-1 | 1-0     | 1-3     | ––––    | 0-2 2-0 | 4-2 1-0 | 0-0 1-0 | 0-1 2-0 |
| Nafta               | 0-2 1-3 | 2-1 0-2 | 2-3 1-1 | 0-0 1-2 | 1-2 0-3 | 2-2 0-3 | ––––    | 1-1 0-6 | 1-2 1-1 | 1-0 1-2 |
| Olimpia             | 0-3 0-0 | 3-1 2-0 | 2-1 1-2 | 3-1 0-1 | 4-1 1-2 | 3-1     | 1-1 1-0 | ––––    | 3-1 2-1 | 1-0 0-0 |
| Rudar               | 3-3 1-1 | 0-2 6-0 | 1-0     | 0-1     | 0-3 0-2 | 1-0 1-2 | 2-4 5-2 | 2-2 0-3 | ––––    | 5-0 3-0 |
| Triglav             | 0-1 4-3 | 0-4 1-1 | 0-2 2-0 | 0-3 0-2 | 0-2 2-1 | 1-2 0-3 | 2-1 1-1 | 0-1 0-2 | 0-0 1-5 | ––––    |
| Fonte: wildstat.com |         |         |         |         |         |         |         |         |         |         |

## Statistiche

### Classifica marcatori
| Gol                |  |  | Giocatore        | Squadra         |
| ------------------ |  |  | ---------------- | --------------- |
| 22                 |  |  | Dare Vršič       | Olimpia Lubiana |
| 20                 |  |  | Nusmir Fajić     | Mura 05         |
| 17                 |  |  | Vito Plut        | Gorica          |
| 17                 |  |  | Dalibor Volaš    | Maribor         |
| 16                 |  |  | Roman Bezjak     | Celje           |
| 15                 |  |  | Etien Velikonja  | Maribor         |
| 10                 |  |  | Goran Galešić    | Gorica          |
| 10                 |  |  | Luka Majcen      | Rudar Velenje   |
| 10                 |  |  | Dejan Mezga      | Maribor         |
| 10                 |  |  | Marcos Tavares   | Maribor         |
| 9                  |  |  | Agim Ibraimi     | Gorica          |
| 9                  |  |  | Milan Osterc     | Koper           |
| 8                  |  |  | Goran Cvijanovič | Maribor         |
| 8                  |  |  | Mate Eterović    | Mura 05         |
| Fonte: prvaliga.si |  |  |                  |                 |

### Triplette
| Giocatore         | Squadra  | Avversario | Risultato | Data       |
| ----------------- | -------- | ---------- | --------- | ---------- |
| Milan Osterc      | Koper    | Nafta      | 4–1       | 23.10.2011 |
| Dejan Djermanović | Olimpija | Nafta      | 6–0       | 03.03.2012 |
| Etien Velikonja   | Maribor  | Triglav    | 8–0       | 22.04.2012 |
| Matej Podlogar    | Rudar    | Nafta      | 5–2       | 20.05.2012 |

### Media spettatori
| Pos. | Squadre         | Totale | Partite | Media |
| ---- | --------------- | ------ | ------- | ----- |
| 1    | Maribor         | 68400  | 18      | 3800  |
| 2    | Mura 05         | 51800  | 18      | 2878  |
| 3    | Olimpia Lubiana | 33050  | 18      | 1836  |
| 4    | Nafta           | 18000  | 18      | 1000  |
| 5    | Rudar Velenje   | 17550  | 18      | 975   |
| 6    | Koper           | 16800  | 18      | 933   |
| 7    | Celje           | 12950  | 18      | 719   |
| 8    | Domžale         | 10150  | 18      | 564   |
| 9    | Triglav         | 9850   | 18      | 547   |
| 10   | Gorica          | 7740   | 18      | 430   |